# Charaxes forcipigerans
Charaxes forcipigerans är en fjärilsart som beskrevs av Verity 1950. Charaxes forcipigerans ingår i släktet Charaxes och familjen praktfjärilar. Inga underarter finns listade i Catalogue of Life.